# 全球门户
全球门户（Global Gateway）是欧盟的一项旨在全球范围内投资基础设施项目的战略，该项目由欧洲联盟委员会在乌尔苏拉·冯德莱恩的领导下发起，计划在2021年至2027年由欧盟投资3000亿欧元。计划优先投资非洲，有半数资金由于发展非洲的绿色转型、数字转型、经济可持续发展、医疗保健和教育。